# Route nationale 697
Pour les articles homonymes, voir Route 697.
La route nationale 697 ou RN 697 était une route nationale française reliant Fosse-Nouvelle à Chénérailles. À la suite de la réforme de 1972, elle a été déclassée en route départementale 997 (RD 997).
Entre Arcomps et Culan, la RD 997 fait partie de la route Jacques-Cœur.

## Ancien tracé de Fosse-Nouvelle à Chénérailles (D 997)

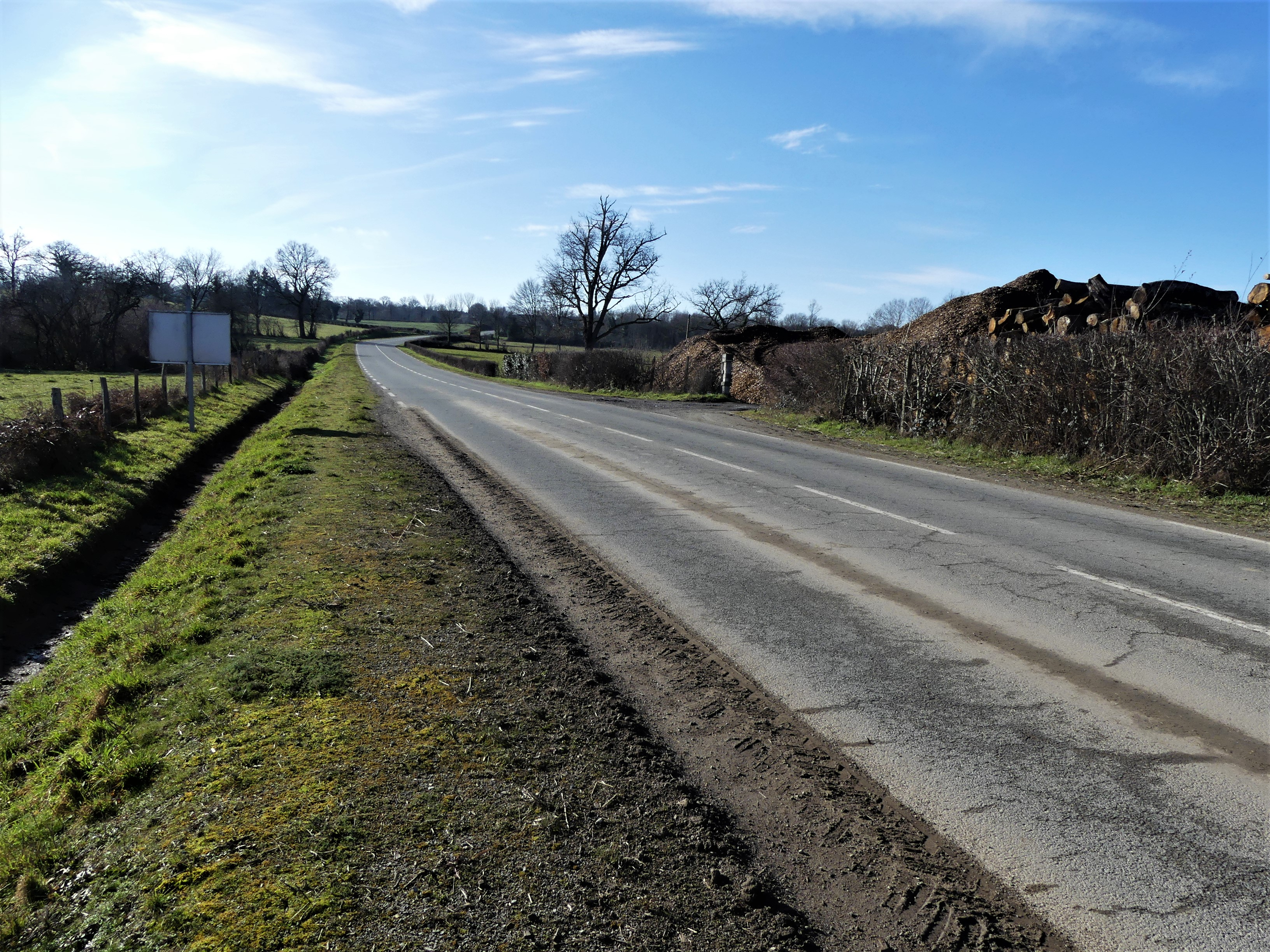
La RD 997 à Saint-Chabrais (Creuse).

- Département du Cher, région Centre-Val de Loire :
  - Fosse-Nouvelle, commune d'Arcomps
  - Saint-Christophe-le-Chaudry
  - Culan
  - Sidiailles
  - Préveranges
- Département de l'Allier, région Auvergne-Rhône-Alpes :
  - Saint-Palais : sur deux kilomètres et demi, en limite de Préveranges; la RD 997 sert de limite communale, départementale et régionale.
- Département de la Creuse, région Nouvelle-Aquitaine :
  - Boussac-Bourg
  - Boussac
  - Trois-Fonds
  - Gouzon
  - Chénérailles